# Oblastní rada Drom ha-Šaron
Oblastní rada Drom ha-Šaron (hebrejsky מועצה אזורית דרום השרון‎, Mo'aca ezorit Drom ha-Šaron, doslova „Oblastní rada Jih Šaronu“) je oblastní rada v Centrálním distriktu v Izraeli.
Rozkládá se v povodí řeky Jarkon, v hustě osídlené a zemědělsky intenzivně využívané pobřežní nížině respektive Šaronské planině na severovýchodním okraji aglomerace Tel Avivu, v okolí měst Kfar Saba, Hod ha-Šaron a Petach Tikva (jež ale pod jurisdikci oblastní rady nespadají), a dále k východu, směrem k Zelené linii.

## Dějiny

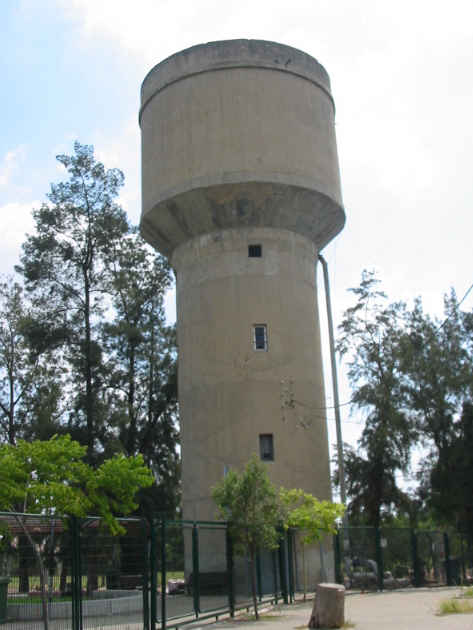
Věž na vodu ve vesnici Kfar Sirkin

Novověké židovské osídlení v této oblasti začalo vznikat již za mandátní Palestiny. Již během 20.–40. let 20. století se zde vytvořila kompaktní oblast židovského zemědělského osídlení. Sídelní síť se pak dotvořila po vzniku státu Izrael, tedy po roce 1948. Během války za nezávislost v roce 1948 opustila zároveň pobřežní nížinu zbylá arabská populace.
Oblastní rada Drom ha-Šaron vznikla 30. března 1980 sloučením tří dosavadních oblastních rad a to Oblastní rady Jarkon a Oblastní rady Mif'alot Afek a Oblastní rady ha-Šaron ha-tichon. Ve znaku nově vzniklého územního celku se pak objevily symboly všech tří zaniklých oblastních rad (řeka Jarkon, citrusový strom a starověké stavby v Antipatris). Sídlem nové oblastní rady se stal Kfar Malal, teprve počátkem 21. století byl dobudován nový administrativní komplex poblíž vesnice Neve Jarak.
Sídlo úřadů oblastní rady leží v komplexu u vesnice Neve Jarak, poblíž dálnice číslo 40. Starostou rady je מוטי דלג'ו – Moti Daldžo. Oblastní rada má velké pravomoci zejména v provozování škol, územním plánování a stavebním řízení nebo v ekologických otázkách.

## Seznam sídel
Oblastní rada Drom ha-Šaron sdružuje celkem 31 sídel. Z toho je sedm kibuců, devatenáct mošavů, tři společné osady a dvě další sídla.
| kibucy - Ejal - Ejnat - Giv'at ha-Šloša - Chorešim - Nachšonim - Nir Elijahu - Ramat ha-Koveš | mošavy - Adanim - Cofit - Cur Natan - Elišama - Gan Chajim - Ganej Am - Gat Rimon - Giv'at Chen - Chagor - Jarchiv - Jarkona - Kfar Ma'as - Kfar Malal - Kfar Sirkin - Magšimim - Neve Jamin - Neve Jarak - Sde Warburg - Sdej Chemed | společné osady - Cur Jicchak - Matan - Nirit | ostatní sídla - Bejt Berl - Ramot ha-Šavim |

## Demografie
K 31. prosinci 2014 žilo v Oblastní radě Drom ha-Šaron 30 200 obyvatel. Z celkové populace bylo 29 700 Židů. Včetně statistické kategorie "ostatní" tedy nearabští obyvatelé židovského původu, ale bez formální příslušnosti k židovskému náboženství jich bylo 30 100.
| Rok            | 1961  | 1972   | 1983   | 1995   | 2006   | 2008   | 2009   | 2010   | 2011   | 2012   | 2013   | 2014   |
| -------------- | ----- | ------ | ------ | ------ | ------ | ------ | ------ | ------ | ------ | ------ | ------ | ------ |
| Počet obyvatel | 9 800 | 11 100 | 10 200 | 15 600 | 21 700 | 23 500 | 24 600 | 25 700 | 26 900 | 28 000 | 29 100 | 30 200 |